# Migliaro (Maßeinheit)
Migliaro war ein italienisches Gewicht in Venetien. Anwendung fand das Maß im Ölhandel.
- 1 Migliaro = 40 Mirri = 1200 Pfund (venetian.)